# 織構
織構（Texture）是描述一個多晶材料中，原本應該是隨機分佈的結晶方位，卻因為製程使得多數晶粒具有類似的結晶方位，稱之為織構或是優選方位（Preferred Orientation）。一般來說，形成織構的原因通常是金屬經過深抽（Drawing）、壓延（Rolling）或是擠型（Extrusion）等加工程序，使得金屬內部的晶粒往相同的方向排列，如鎂合金在壓延後就有強烈的方位。近期的發展中，亦有部份是透過薄膜成長而產生類似結晶方位的微觀組織，亦可稱之為織構。通常會用X光繞射或是EBSD去進行織構的分析。織構的產生會凸顯出異向性，異向性為不同方位下的性質不同，若沒有織構的影響，方位是隨機的，其異向性會被抵銷掉，若有織構，其特定方向的異向性就會特別凸顯出來，如鎂合金在方位有較強的強度，因此產生織構會使鎂合金在此方向有較高的強度。